# Kutok
Kutok (biał. Куток, ros. Куток) – przystanek kolejowy w miejscowości Mikałajeuka, w rejonie dobruskim, w obwodzie homelskim, na Białorusi, ok. 300 m od granicy z Ukrainą. Położony jest na linii Bachmacz - Homel. Jest to pierwszy białoruski punkt zatrzymywania się pociągów na tej linii.